# Димітріс Капсоменос
Димі́тріс Капсоме́нос (грец. Δημήτρης Καψωμένος; нар. 1937, Афіни — нар. 1993, Афіни) — грецький педагог і музикант, реформатор принципів додекафонії. Автор п'єс Νισιώτικο (Острівна), Μαδαρίτικο (Мадаритська), Χρσσοσκαλίτικο (Золотощабельна), Ρούστικο (Сільська), Χορός της ¨Ανοιζης (Танок весни), які разом станолять присвяту композитора острову Крит. Інша назва цих 5-ти частин — «Моїм маленьким друзям».